# Tobias Borg

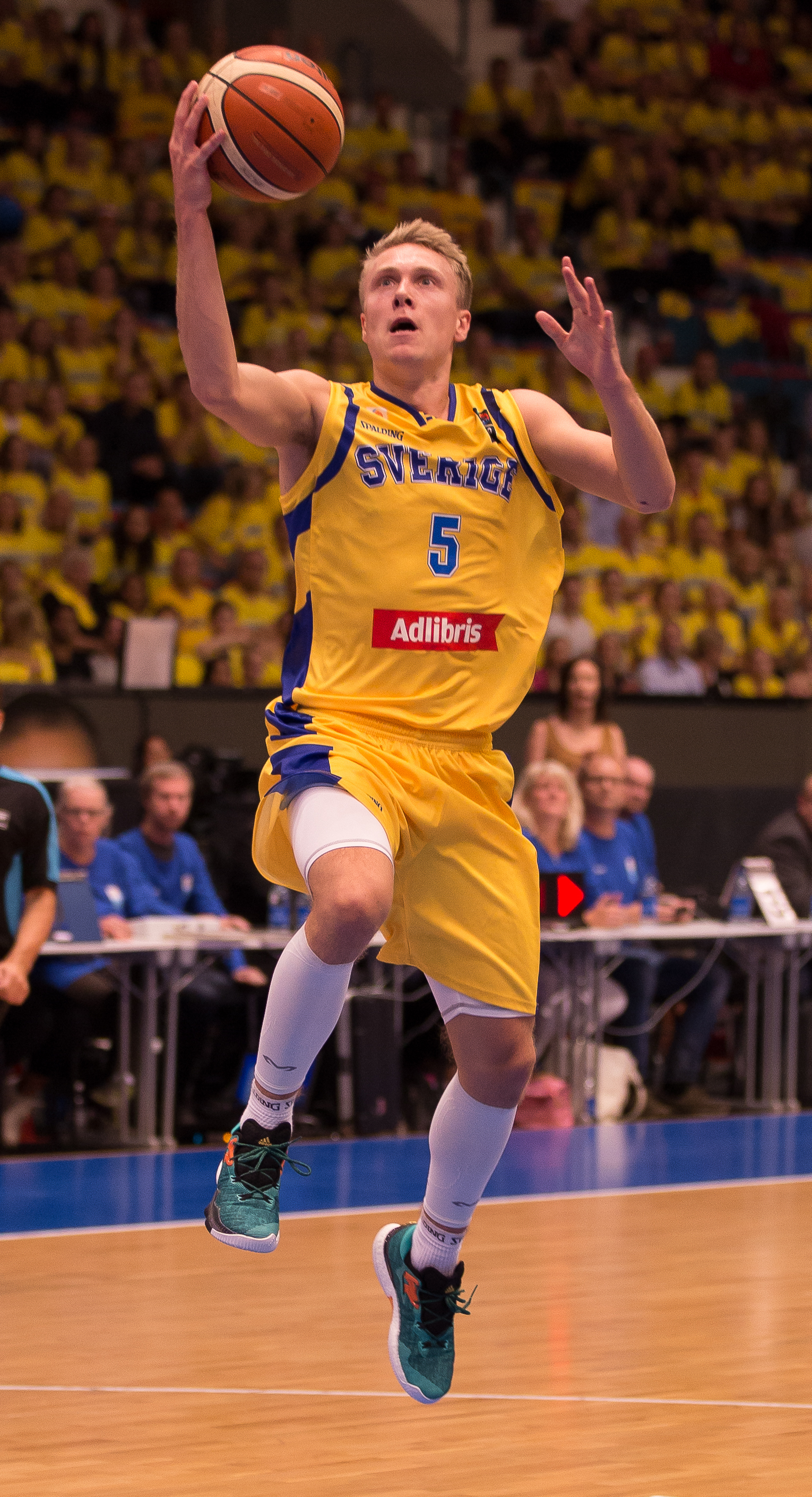
Tobias Borg

Tobias Carl Peter Borg, född 2 november 1993, är en svensk basketspelare från Södertälje BBK.
Han deuterade i Södertälje Kings 2010, innan han hade fyllt 17 år. Sommaren 2014 skrev han på för Bilbao i ACB, den högsta spanska divisionen.
Tobias Borg blev uttagen till U18 EM-turneringens (B-gruppen) all star-lag, där Sverige förlorade i semifinalen mot Danmark och klarade därmed inte av att ta steget upp i A-gruppen till U18-EM 2012.
Tobias Borg är son till före detta landslagsspelaren Peter Borg.